# Platinum End
Platinum End (プラチナエンド, Purachina Endo) é uma série de mangá escrita por Tsugumi Ohba e ilustrada por Takeshi Obata, criadores da série de mangá Death Note. É serializada na revista mensal Jump Square da editora Shueisha, desde 4 de Novembro de 2015. Conta a história de Mirai Kakehashi, um estudante que tenta cometer suicídio, mas que é resgatado pelo seu anjo da guarda, Nasse. Mirai fica a saber  que está entre 13 candidatos escolhidos por diferentes anjos para assumir o papel de Deus, que está para se aposentar dentro de 999 dias.

## Enredo
Mirai Kakehashi é um jovem estudante farto de uma vida de abusos por parte do tio, tia e primos que o criaram desde a morte dos seus pais, num misterioso acidente. No entanto, quando se tenta suicidar ao atirar-se do alto de um edifício, é salvo por um anjo chamado Nasse (ナ ッ セ), que lhe conta que é o seu anjo da guarda e que sabe tudo sobre a sua vida. Ao saber por Nasse que os seus pais adotivos são os responsáveis pelo acidente que vitimou os seus pais e irmão, Mirai usa os poderes que ela lhe concedeu para os enfrentar e saber a verdade. Contudo, as provações de Mirai estão apenas a começar, pois Nasse conta-lhe que Deus se vai aposentar em 999 dias e que treze candidatos foram selecionados para o substituir, incluindo o próprio Mirai. Entre os candidatos há alguns capazes de fazer seja o que for para ganhar, incluindo matar inocentes ou os outros candidatos. Na abertura do anime, que trata da ideia de ser Deus, há uma semelhança com o texto de Mateus:
Em seguida o Diabo levou Jesus até Jerusalém, a Cidade Santa, e o colocou no lugar mais alto do Templo. Então disse: Se você é o Filho de Deus, jogue-se daqui, pois as Escrituras Sagradas afirmam: “Deus mandará que os seus anjos cuidem de você. Eles vão segurá-lo com as suas mãos, para que nem mesmo os seus pés sejam feridos nas pedras.” Mateus 4:5.

## Mangá
Os capítulos do mangá são serializados na revista mensal japonesa Jump Square com o lançamento do primeiro capítulo em 4 de novembro de 2015. Os capítulos individuais são compilados em volumes tankōbon e publicados pela editora Shueisha, o primeiro volume foi lançado em 4 de fevereiro de 2016. No dia 4 de janeiro de 2021 foi publicado o capítulo final de Platinum End, na edição de fevereiro da revista Jump SQ.(Shueisha). O 14.º e último volume do manga será lançado a 4 de fevereiro de 2021.
No Brasil, o mangá é lançado pela Editora JBC em formato físico e digital (e-books).
Em Portugal, o mangá é publicado pela Editora Devir desde maio de 2017.

## Recepção
O primeiro volume de Platinum End estreou no número dois na lista semanal da Oricon dos mangás mais vendidos, com 105.213 cópias vendidas.
Tanto o mangá, quanto o anime tiveram uma recepção mista da crítica especializada e do público. Alguns elogiando a premisa inicial e o desenvolvimento da trama, mas criticando o final que foi insatisfatório para a grande maioria dos leitores do mangá original.
Ao criticar o primeiro capítulo, Ian Wolf escrevendo para Anime UK News comparou Platinum End com a série mais famosa de Ohba e Obata, Death Note, dizendo "o personagen principal é um garoto adolescente farto da vida, que é guiado por uma força sobrenatural e dado um grande poder. Ambos os protagonistas aparentemente encontram-se no caminho para se tornar uma divindade. Contudo, enquanto Light Yagami usa seus poderes para fins diabólicos, matando qualquer um que suspeita de fazer qualquer coisa errada enquanto é observado por um shinigami, Mirai Kakehashi é guiado por uma força aparentemente mais benevolente". Ele também escreve que a série é um exemplo de um jogo de morte, citando a morte de um dos candidatos à Deus no segundo capítulo.

## Lista de volumes
| - 1. O Presente do Anjo - 2. A Natureza do Homem - 3. O Herói Justiceiro | - 1. 天使の贈り物 (Tenshi no Okurimono) - 2. 男の性 (Otoko no Sei) - 3. 正義のヒーロー (Seigi no Hīrō) |

| - 4. A Pessoa Desejada - 5. O Momento Esperado - 6. Conversa Privada | - 4. 憧れの人 (Akogare no Hito) - 5. 発表の瞬間 (Happyō no Shunkan) - 6. 内緒の話 (Naisho no Hanashi) |

| - 7. Declaração de Morte - 8. Escolha Agonizante - 9. Torre Mortificante | - 7. 死の宣告 (Shi no Senkoku) - 8. 苦渋の二択 (Kujū no Sentaku) - 9. 悪夢のタワー (Akumu no Tawā) |

| - 10. O Produto do Acaso - 11. O Coração da Rapariga - 12. O Símbolo da Promessa | - 10. 偶然の産物 (Gūzen no Sanbutsu) - 11. 乙女の心 (Otome no Kokoro) - 12. 約束のしるし (Yakusoku no Shirushi) |

| - 13. O Rosto da Determinação - 14. A Figura no Espelho - 15. A Porta Tentadora | - 13. 決意の表情 (Ketsui no Kao) - 14. 鏡の姿 (Kagami no Sugata) - 15. 誘導の扉 (Yūdō no Tobira) |

| - 16. O Destino das Lágrimas - 17. Palpitações - 18. O Valor de Cada Um - 19. Recipiente de Vidro | - 16. 涙の行方 (Namida no Yukue) - 17. 胸のどきめき (Mune no Dokimeki) - 18. 己の価値 (Onore no Kachi) - 19. 硝子の器 (Garasu no Utsuwa) |

| - 20. É Ataque ou Defesa? - 21. A Escolha dos Dois - 22. Beleza Eterna - 23. Paz Mundial | - 20. 紙一重の攻防 (Kamihitoe no Kōbō) - 21. 二人の選択 (Futari no Sentaku) - 22. 永遠の美 (Eien no Bi) - 23. 世界の平和 (Sekai no Heiwa) |

| - 24. Confiança Absoluta - 25. Uma Vida - 26. Duas Luzes - 27. À Mesma Mesa | - 24. 絶対の自信 (Zettai no Jishin) - 25. 一つの命 (Hitotsu no Inochi) - 26. 二つの光 (Futatsu no Hikari) - 27. 一緒の食卓 (Isshō no Tēburu) |

| - 28. Confissão no Ar - 29. O Poder da Divulgação - 30. O Assassino Perfeito - 31. Lista Atualizada | - 28. 宙空の告白 ("Chūkū no Kokuhaku") - 29.拡散の力 ("Kakusan no Chikara") - 30 最高の暗殺者 ("Saikō no Ansatsusha") - 31 更新のリスト ("Kōshin no Risuto") |

| - 32. A Esperança do Rapaz - 33. Os Outros Cinco - 34. Falsas Aparências - 35. A Força dos Números - 36. A Última Refeição | - 32. 少年の希望 (Shōnen no Kibō) - 33. 他の5人 (Hoka no Go-nin) - 34. 偽りの姿 (Itsuwari no Sugata) - 35. 数の論理 (Kazu no Ronri) - 36. 最後の晩餐 (Saigo no Bansan) |

| - 37. Condições Para o Encontro - 38. As Declarações dos Jovens - 39. O Futuro da Humanidade - 40. Alvo À Vista - 41. A Opinião Pública | - 37. 接触の条件 (Sesshoku no Jōken) - 38. 青年の主張 (Seinen no Shuchō) - 39. 人間の未来 (Ningen no Mirai) - 40. 照準の先 (Shōjun no Saki) - 41. 世間の反応 (Seken no Hannō) |

| - 42. A Fonte dos Males - 43. O Custo da Honra - 44. As Estrelas do Céu Noturno - 45. De Coração Cheio - 46. O Dia da Reunião - 47. O Momento da Discussão | - 42. 災いの元 ("Wazawai no Moto") - 43. 名誉の代償 ("Meiyo no Daishō") - 44. 夜空の星 ("Yozora no Hoshi") - 45. 思いの丈 ("Omoi no Take") - 46. 再開の日 ("Saikai no Hi") - 47. 対話の時間 ("Taiwa no Jikan") |

| - 48. A Responsabilidade da Ciência - 49. A Escala dos Sacrifícios - 50. Pelo Teu Próprio Bem - 51. Escolha Entre Vidas - 52. As Asas da Determinação - 53. A Mão da Salvação | - 48. 災いの元 ("Wazawai no Moto") - 49. 犠牲の規模 ("Gisei no kibo") - 50. 自分の為 ("Jibun no tame") - 51. 命の選択 ("Inochi no sentaku") - 52. 決意の翼 ("Ketsui no tsubasa") - 53. 救いの手 ("Sukuinote") |

| - 54. No Fim do Pensamento - 55. O Nascimento de um Deus - 56. O Senhor da Criação - 57. A Felicidade de Cada Um - 58. A Flecha do Fim | - 54. 思考の果て - 55. 神の誕生 - 56. 創造の主 - 57. それぞれの幸せ - 58. 最期の矢 |

### Anime
Em 2 de dezembro de 2020, a Pony Canyon registrou o nome de domínio "Anime-PlatinumEnd.com", e em 19 de dezembro de 2020, no evento online Jump Festa '21, foi anunciado que a série receberia uma adaptação para anime da Signal.MD. Hideya Takahashi dirigiu a "primeira série", enquanto Kazuchika Kise está dirigindo a "segunda série", com composição de Shin'ichi Inozume e desenhos de personagens de Kōji Ōdate. Masahiro Tokuda está compondo a música da série. A série está listada para ter 24 episódios, e foi ao ar na TBS, BS11 e outros canais de 8 de outubro de 2021 a 25 de março de 2022. Band-Maid interpretou o tema de abertura "Sense", enquanto Yuu Miyashita interpretou o primeiro tema de encerramento "Kōfuku-Ron" (Teoria da Rendição). Kuhaku Gokko interpretou o segundo tema de encerramento "Last Straw". Crunchyroll e Funimation licenciaram a série fora da Ásia. Medialink licenciou a série no Sul e Sudeste da Ásia. O Disney+ Hotstar começou a transmitir o anime semanalmente em regiões selecionadas do Sudeste Asiático a partir de 5 de janeiro de 2022.

#### Lista de Episódios
1
"Presente de Anjo" 
"Tenshi no Okurimono (天使の贈り物)" 8 de outubro de 2021
Após a morte de seus pais, um jovem Mirai Kakehashi é deixado aos cuidados de seus parentes abusivos. Desde então, ele se tornou sombrio e deprimido, o que o levou a uma tentativa de suicídio na noite de sua formatura do ensino médio. Mirai, no entanto, é salva por uma garota totalmente branca chamada Nasse, que se apresenta como um anjo da guarda que deseja dar-lhe felicidade - concedendo-lhe poderes sobrenaturais e uma chance de se tornar o novo Deus. Para ganhar a posição, ele deve derrotar 12 outros "Candidatos a Deus" em 999 dias. Logo, Mirai começa uma luta para sobreviver enquanto uma terrível batalha real irrompe entre ele e os candidatos que buscam obter o máximo de poder do mundo. 